# FC Carbochim Cluj-Napoca
FC Carbochim Cluj-Napoca, pe scurt Carbochim Cluj, este un club românesc de fotbal, înființat în anul 1949 în municipiul Cluj-Napoca. 

## Cronologia numelor
| Perioada                          | Nume      |
| --------------------------------- | --------- |
| Fotbal Club Carbochim Cluj        | 1949–1974 |
| Fotbal Club Carbochim Cluj-Napoca | 1974–1991 |

## Palmares
Liga a IV-a Cluj
- Locul 10 (2): 1969–70, 1970-71

### Sezoane
| Sezonul.                       | Ligă                           | Ligă                           | Ligă                           | Ligă                           | Ligă                           | Ligă                           | Ligă                           | Ligă                           | Ligă                           | Cupă                           | Cupă Europeană                 | Cupă Europeană                 | Alte                           | Alte                           | Golgheter(i)                   | Golgheter(i)                   | Note                           | Nume              |
| ------------------------------ | ------------------------------ | ------------------------------ | ------------------------------ | ------------------------------ | ------------------------------ | ------------------------------ | ------------------------------ | ------------------------------ | ------------------------------ | ------------------------------ | ------------------------------ | ------------------------------ | ------------------------------ | ------------------------------ | ------------------------------ | ------------------------------ | ------------------------------ | ----------------- |
| Sezonul.                       | Divizia                        | Poz                            | MJ                             | V                              | E                              | Î                              | GM                             | GP                             | Pte                            | Cupă                           | Cupă Europeană                 | Cupă Europeană                 | Alte                           | Alte                           | Nume                           | Goluri                         | Note                           | Nume              |
| Campionatul României de Fotbal | Campionatul României de Fotbal | Campionatul României de Fotbal | Campionatul României de Fotbal | Campionatul României de Fotbal | Campionatul României de Fotbal | Campionatul României de Fotbal | Campionatul României de Fotbal | Campionatul României de Fotbal | Campionatul României de Fotbal | Campionatul României de Fotbal | Campionatul României de Fotbal | Campionatul României de Fotbal | Campionatul României de Fotbal | Campionatul României de Fotbal | Campionatul României de Fotbal | Campionatul României de Fotbal | Campionatul României de Fotbal | FC Carbochim Cluj |
| 1949–56                        | District                       | Nu sunt date                   | Nu sunt date                   | Nu sunt date                   | Nu sunt date                   | Nu sunt date                   | Nu sunt date                   | Nu sunt date                   | Nu sunt date                   | Nu sunt date                   | Nu sunt date                   | Nu sunt date                   | Nu sunt date                   | Nu sunt date                   | Nu sunt date                   | Nu sunt date                   | Nu sunt date                   | FC Carbochim Cluj |
| 1969–70                        | Div D                          | 11                             | 26                             | 8                              | 3                              | 15                             | 26                             | 51                             | 19                             | –                              |                                |                                |                                |                                |                                |                                |                                | FC Carbochim Cluj |
| 1970–71                        | Div D                          | 10                             | 30                             | 12                             | 6                              | 12                             | 46                             | 47                             | 30                             | –                              |                                |                                |                                |                                |                                |                                |                                | FC Carbochim Cluj |
| 1971–72                        | Div D                          | Nu a participat.               | Nu a participat.               | Nu a participat.               | Nu a participat.               | Nu a participat.               | Nu a participat.               | Nu a participat.               | Nu a participat.               | Nu a participat.               | Nu a participat.               | Nu a participat.               | Nu a participat.               | Nu a participat.               | Nu a participat.               | Nu a participat.               | Nu a participat.               | FC Carbochim Cluj |

1. ↑  „Evolutia denumirilor echipelor de-a lungul anilor”.